# Deblo
Deblo  je glavna drvenasta os stabla, koja podržava grane i poveznica je između korijenovog sustava i krošnje. Deblo je pokriveno korom, koja ga štiti od štetnih utjecaja te služi za raspoznavanje različitih vrsta drveća, jer svaka vrsta ima drugačiju koru.
Deblo je u gospodarskom pogledu najvažniji dio stabla. Ima veliku primjenu u drvnoj industriji. Kada se stablo posječe, deblo se prema potrebi kroji na kraće dijelove, tj. trupce. Trupci se dalje prerađuju na pilanama i u drugim industrijskim pogonima. Posječeno deblo, tj. trupci klasiraju se po kvaliteti, o čemu ovisi i cijena. Trupci najviše klase su furnirski trupci od kojih se mogu dobiti visokokvalitetni drvni proizvodi, a debla najniže klase se gule i služe prvenstveno kao ogrjevno drvo.
Deblo je osjetljivo na oštećenja poput napada štetnih kukaca kao što su potkornjaci ili od udara groma, šumskog požara i sl. 